# Geschichte der Banken in Genf
Genf liegt an der alten Handelsstraße vom Mittelmeer über das Rhônetal an den Rhein und den Bodensee. Daher waren hier schon früh internationale Handelsgesellschaften ansässig. Genf war nie ein Bankenzentrum wie Paris oder London, Banken in Genf haben trotzdem eine lange Tradition und ihre Geschichte unterscheidet sich von der Geschichte der Banken in der Schweiz, insbesondere bis zum Anfang des 19. Jahrhunderts.

## Anfänge
Die ersten Banken in der Schweiz entstanden im 15. Jahrhundert, meist als Zweigstellen lombardischer Banken oder von Juden gegründet. Zu dieser Zeit war Genf nicht Teil der Eidgenossenschaft. Der internationale Zahlungsverkehr zur Finanzierung des Handels erreichte im 15. Jahrhundert in Genf einen Höhepunkt, abgewickelt von lombardischen Banken. Mit dem Aufstieg Lyons als Handelsmetropole verlagerte sich dieses Geschäft nach Lyon. Der lokal tätige Handel wurde weiterhin von lokalen Banken finanziert. Die calvinistische Reformation war für das Unternehmertum und das Finanzgeschäft vorteilhaft. Im 17. und 18. Jahrhundert begannen die Schweizer Banken, ausländische Königshöfe zu finanzieren. Die Schweizer Gemeinden und Kantone hatten größtenteils einen ausgeglichenen Haushalt, die Königshöfe waren hochdefizitär. Das aufblühende Gewerbe und der Handel führten zu großen Vermögen, die nach Anlagen suchten. Während des Dreißigjährigen Kriegs ging dieses Geschäft zurück, nahm aber danach wieder zu. Neue Handelsbanken übernahmen das Finanzierungsgeschäft, in Genf waren dies die Häuser d'Aubert, Boissier, Fatio, Lullin, Mallet, Rigot, Rilliet, De la Rue, Sellon und Thellusson. Bereits um 1700 verlegten sich einige davon ausschließlich auf das Bankgeschäft, welches sie allein oder mit ein bis zwei Partnern betrieben. Sie unterhielten in den wichtigsten europäischen Städten familiäre, freundschaftliche oder geschäftliche Beziehungen und hatten Zugang zu den Regierungen, was ihnen ermöglichte, am internationalen Zahlungsverkehr teilzuhaben und öffentliche Gelder aus der Schweiz im Ausland zu platzieren, vorzugsweise in Staatsobligationen in Österreich, Deutschland, Savoyen, Frankreich, Dänemark, den Niederlanden, Schweden, England und den Vereinigten Staaten. Ende des 18. Jahrhunderts waren etwa vierzig Schweizer Privatbankiers in Frankreich tätig, viele davon aus Genf und benachbarten Gemeinden.
Hinweis: Angesichts des offensichtlichen Reichtums der Stadt Genf im 20. und 21. Jahrhundert, vergisst man leicht, dass Genf lange eine kleine und arme Stadt war, oft Spielball der benachbarten Mächte: Frankreich, Savoyen u. a.

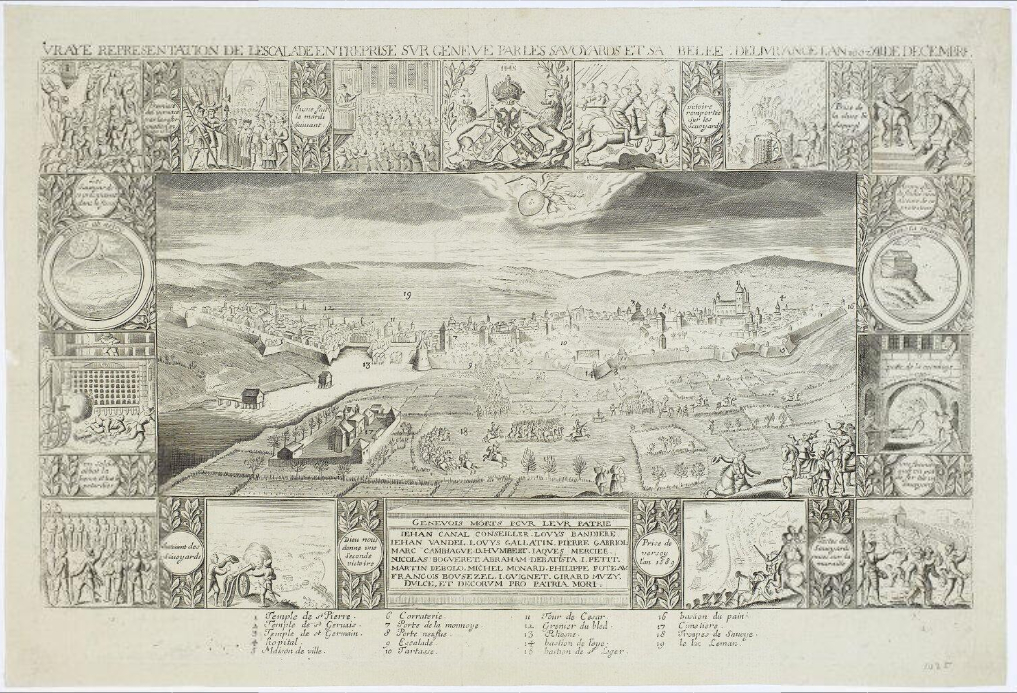
L'Escalade – Francois Didatica 1667

## Ancien Régime und Französischen Annexion
Frankreich benötigte ab Ludwig XIV. Zufluss von außen zur Finanzierung seines Defizits, die Genfer Banken übernahmen im Ancien Régime einen großen Teil des Geschäfts, besonders unter dem Finanzminister Jacques Necker unter Ludwig XVI., gebürtig in Genf. Necker lieh sich in seiner Amtszeit 530 Mio. Livres, davon 386 als Leibrenten. Die Genfer Banken verwandelten diese Leibrenten in Tontinen. Durch geschickte Auswahl der bezogenen Personen wurden diese sehr teuer für den Schuldner, also den französischen Staat. Die Französische Revolution traf auch die Genfer Banken: 1798 mussten mehrere kleine Banken schließen, 1792 brachen drei große Banken zusammen. Nach dem Ende der Terrorherrschaft kam die Wirtschaft und die Banken wieder in Gang, in der Zeit als Hauptstadt des Départements Léman wurden die Banken Ferrier, Darier & Co, Henri Hetsch & Cie., J.G. Lomabard et J. J. Lullin und De Candolle, Mallet & Cie. gegründet. Diese Banken betrieben auch Handelsgeschäfte und waren im Transportwesen tätig. Die Bank Henri Hetsch & Cie wurde von dem gleichnamigen Genfer Bürger 1796 gegründet, zwei Jahre später beteiligte sich sein Cousin Jean Gédéon Lombard und die Bank wurde in Henri Hentsch & Lombard umbenannt. 1830 schlossen sich Jean Eloi Lombard und Charles Odier aus Paris zur Bank Lombard Odier zusammen, die heute noch existiert (2024). Die Familien Lombard sind als religiöse Flüchtlinge aus Italien (Lombard) bzw. Frankreich (Odier) nach Genf eingewandert.

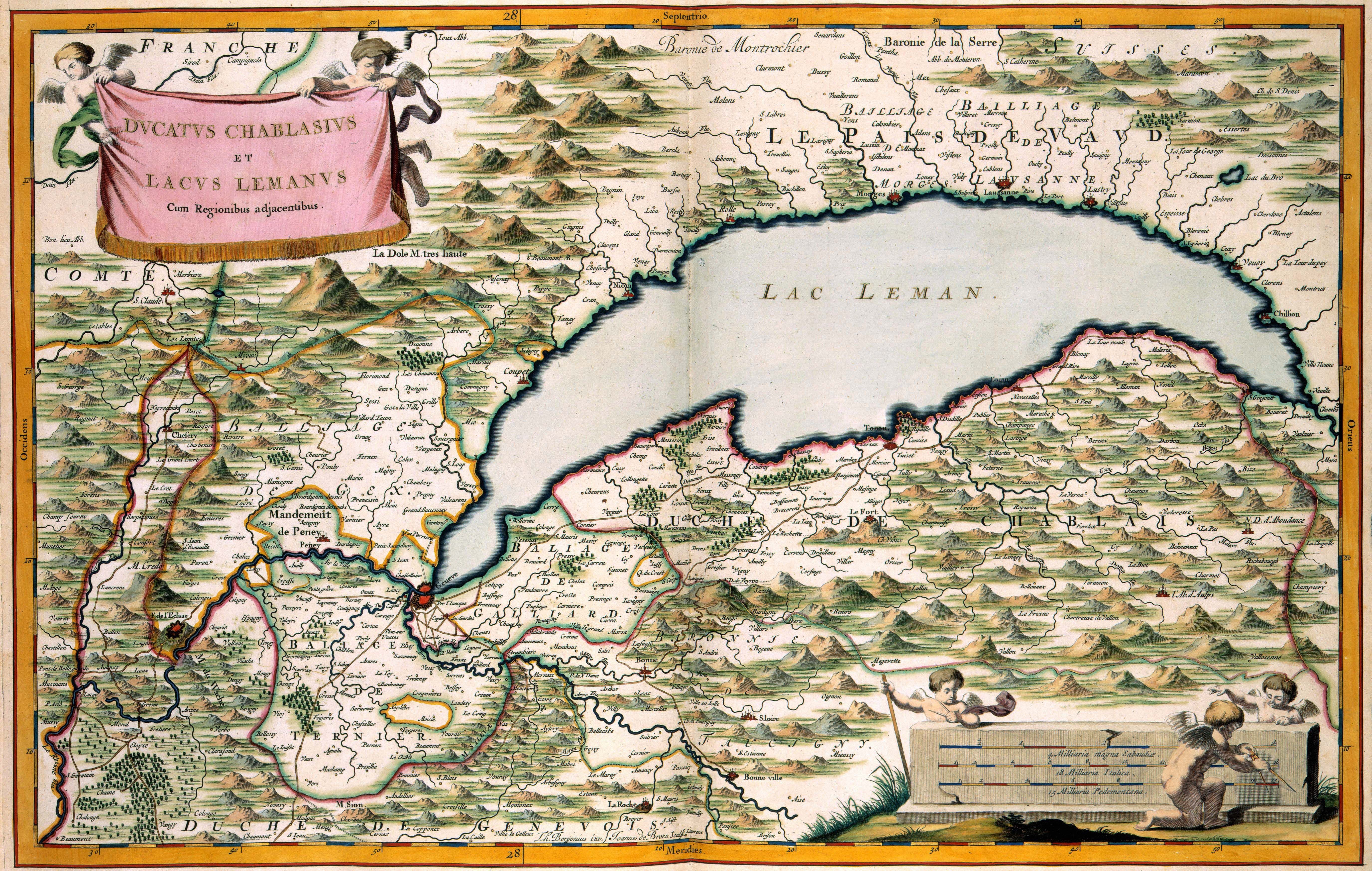
Atlas Van der Hagen – 1682

## Genf als Kanton der Schweiz
Erst 1814 wurde Genf Teil der Eidgenossenschaft, offiziell am 19. Mai 1815 durch die Unterzeichnung des entsprechenden Vertrags. Der Finanzplatz Genf stand weiter unter dem Einfluss Frankreichs, die Geschäfte wanderten aber mehr und mehr nach Paris ab. Die Banken beendeten ihre Geschäfte als Handelshaus und konzentrierten sich auf die zugehörigen Finanzgeschäfte wie Devisengeschäfte, Diskontierung von Wechseln und Handel mit Effekten. 1853 wurde die erste Bank in Genf gegründet, die Banque Générale Suisse de Crédit International Mobilier et Foncier, mit einem Kapital von 25 Mio. Franc. Die Privatbanken spezialisierten sich auf die Vermögensverwaltung wohlhabender Kundschaft. Wegen der geografischen und kulturellen Nähe war Frankreich immer ein wichtiger Markt für die Genfer Banken. Dies führte auch zur Gründung von Niederlassungen großer französischer Banken in Genf: Banque de Paris et des Pays-Bas (Paribas) und Crédit Lyonnais. Die Schweiz war attraktiv für die Anlage ausländischen Vermögens wegen des sogenannten Bankgeheimnisses, welches formal erst 1935 in Kraft trat, aber bereits vorher de facto angewandt wurde. Genf war Ende des 19. Jahrhunderts ein Zentrum privater Banken. Um auch größere Projekte finanzieren zu können, bildeten sie informelle Kooperationen, z. B. das Quator, ein Zusammenschluss der vier größten Genfer Häuser zur Finanzierung von Eisenbahnen, Bergwerken und Staatsanleihen in Italien und Frankreich. Während und nach dem Deutsch-Französischen Kriegs 1870/71 nahmen Genfer Banken eine Vermittlerrolle zwischen Frankreich und Deutschland ein. 1870 wurde die Genfer Börse eröffnet, die erste Börse in der Schweiz. Während sich viele Banken auf die Finanzierung von Eisenbahnen konzentrierten, begann die Genfer Bank Pictet & Cie. mit der Finanzierung von Stromversorgungsunternehmen. Verschiedene Banken und Elektrounternehmen wie Siemens und Schneider gründeten die Société Franco-Suisse pour l'Industrie Electrique zur Finanzierung dieses Industriezweigs.

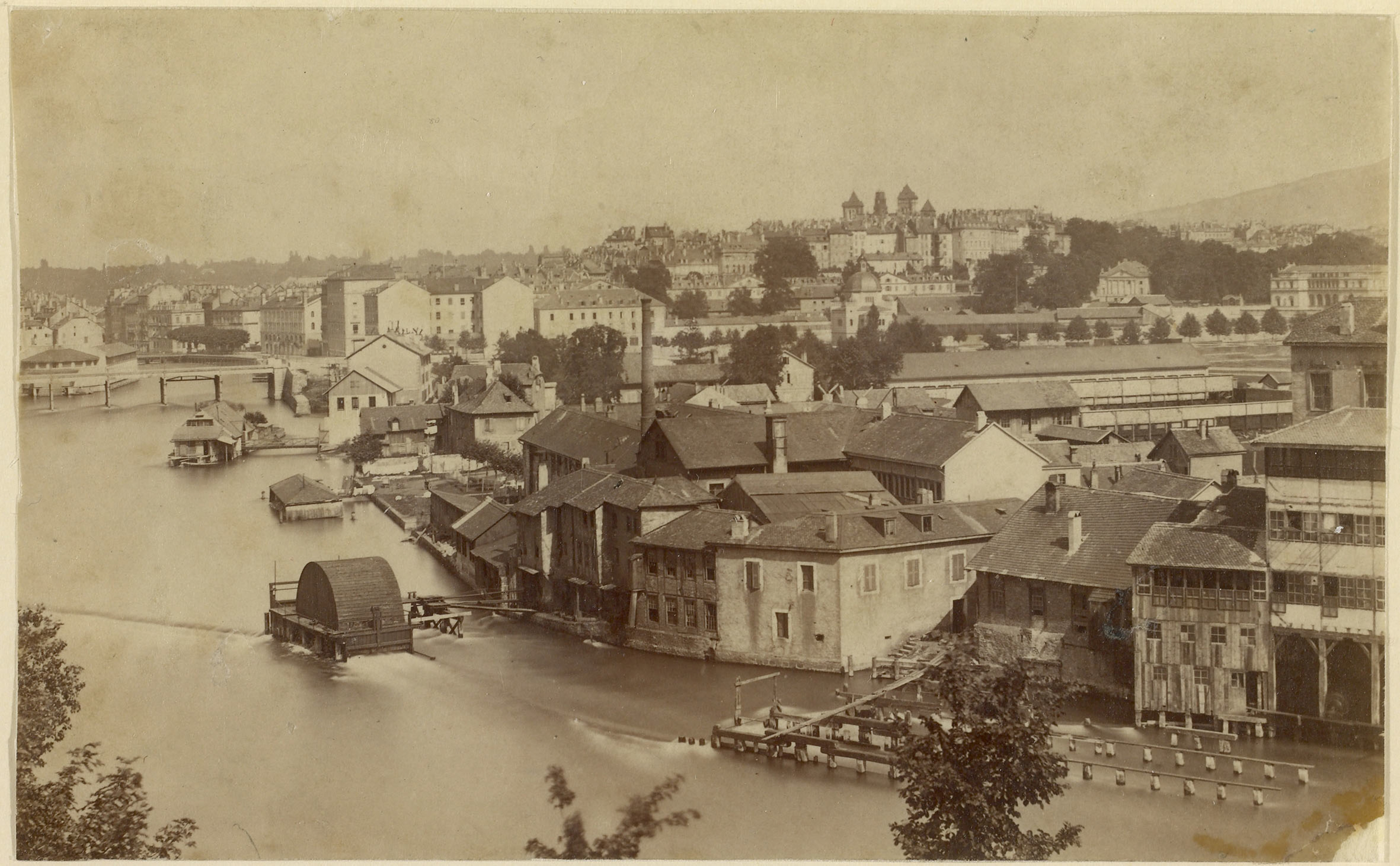
Genève La Coulouvrenière 1852

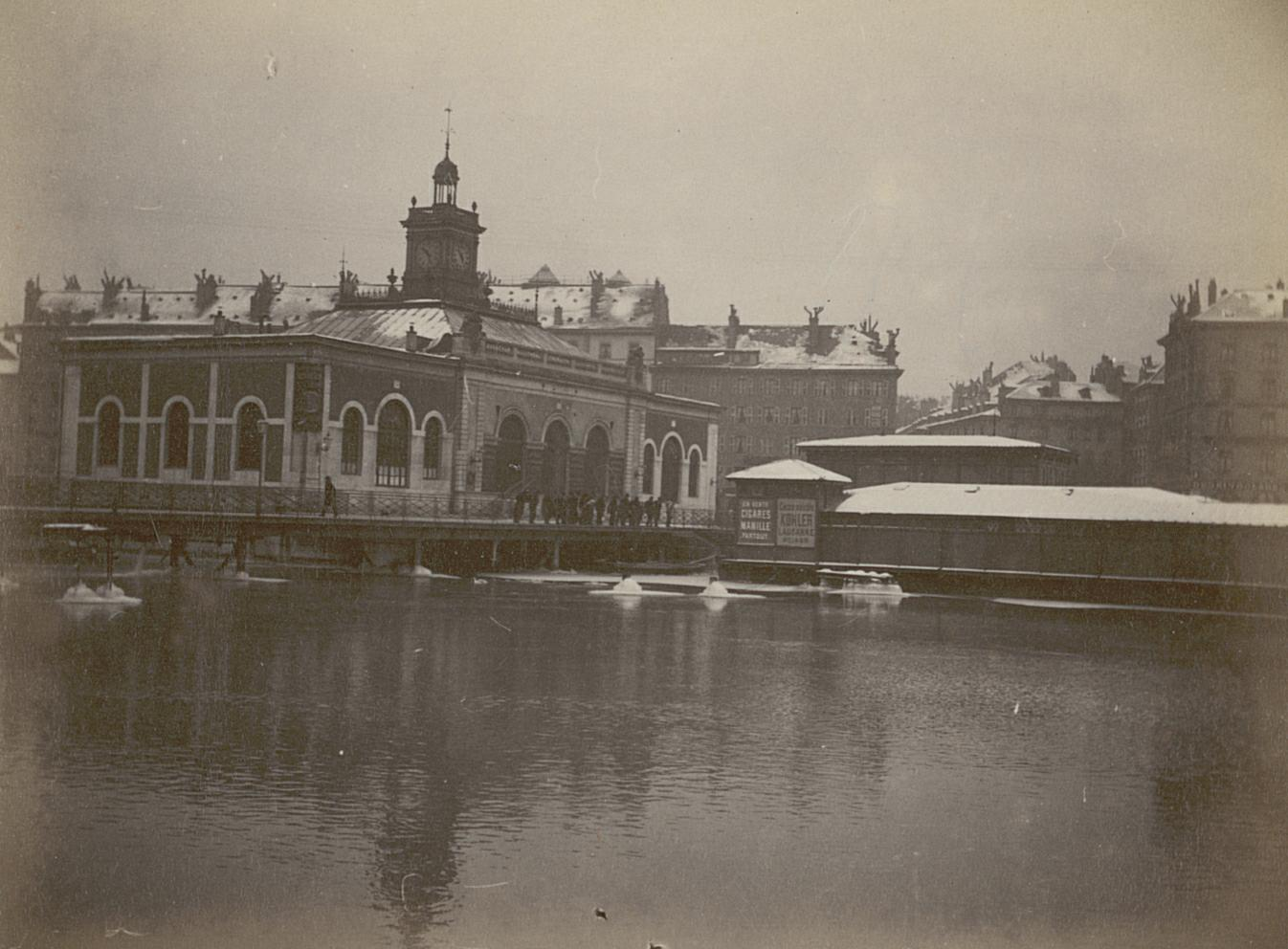
Bains du Rhône Pont de la Machine 1891

## Erster Weltkrieg und Zwischenkriegszeit
Zu Beginn des  Weltkriegs war Zürich unbestritten der führende Schweizer Finanzplatz, Genf war aber weiterhin wichtig, zusammen mit Basel. Genf war internationaler, insbesondere französische Banken hatten Niederlassungen in Genf.  Mit Beginn des Ersten Weltkriegs erhöhte die französische Regierung die Steuern auf Vermögen. Dies führte zu einer Kapitalflucht, bevorzugt in die Schweiz, oft nach Genf, von der die Privatbanken profitierten. Während und nach dem Krieg war die Schweizer Neutralität ein Wettbewerbsvorteil der Genfer Banken, die Devisengeschäfte florierten. Auch die Krisen der 1920er Jahre führten zu einem vermehrten Kapitalzufluss in die Schweiz. Nach dem Krieg wuchs der Anteil der Großbanken und des Bankplatzes Zürich in der Schweiz. Die Privatbanken konnten ihren Umsatz auch steigern durch die erfolgreiche Vermögensverwaltung, die in den 1920er Jahren spektakulär gewachsen ist. Die Weltwirtschaftskrise traf auch die Genfer Banken. Die Banque de Genève, 1848 gegründet, musste 1931 ihre Geschäfte einstellen. Auch die größte Geschäftsbank von Genf, der Comptoir d'Escompte, geriet in Schwierigkeiten. Eine Fusion und Finanzspritzen hielten sie noch bis 1933 am Leben, 1934 musste sie Bankrott anmelden. Jetzt übernahmen die Schweizer Großbanken das Handelsgeschäft in Genf, es blieben auf Vermögensverwaltung spezialisierte Privatbanken und Spezialbanken von lokaler Bedeutung übrig.

## Nach dem Zweiten Weltkrieg
Nach dem Zweiten Weltkrieg blieb Zürich das Zentrum der Banken in der Schweiz und erweiterte seine internationalen Kontakte. Genf war weiterhin auf Privatbanken, Devisengeschäfte und Goldhandel spezialisiert. Nach der Niederlassung des Völkerbunds 1920 kamen viele internationale Organisationen nach Genf, dies zog wiederum internationale Banken nach, die in Genf eine Filiale gründeten. Auch Rohstoffhandel wurde wichtiger in Genf. Genf hatte 2022 mit 41 % den höchsten Ausländeranteil aller Kantone, zum Vergleich: In Zürich betrug er 27 %. Von den drei größten Rohstoffhändler haben zwei einen Firmensitz in Genf: Trafigura, mit 147 Mrd. US $ Umsatz Nummer 1 und Vitol SA, mit 140 Mrd. Umsatz Nummer 3, alle Zahlen aus 2022.
Im Jahr 2022 gab es 75 Banken in Genf, inklusive Niederlassungen, die  22.000 Personen beschäftigen.

## Das Verhältnis zu Frankreich
Wie oben ausgeführt, war und ist Frankreich ein wichtiger Markt der Genfer Banken. Das Verhältnis zu Frankreich war über Jahrzehnte problematisch, weil viele reiche Franzosen ihr Geld in der Schweiz anlegten, ohne dies den französischen Behörden anzuzeigen. Dafür gab es zwei Gründe: Die hohe Inflation in Frankreich entwertete das Kapital, die Stabilität des Schweizer Franken war für Anleger vorteilhaft. Ein Beispiel: Nach der Währungsreform 1958 war ein Französischer Franc (Neuer Franc) ungefähr ein Schweizer Franken wert, bei der Einführung des Euro 2002 war der Franken drei Francs wert. Der zweite Grund waren Steuern und Unruhen. In Frankreich wurden die Steuern auf Kapital im Laufe der Zeit immer höher, bei jeder Erhöhung setzte eine Flucht in die Schweiz ein, einige Beispiele: der Beginn des Ersten Weltkrieges 1914, der Wahlgewinn der Volksfront 1936, die Mai-Unruhen 1968, die Wahl des Sozialisten Mitterrand zum Präsidenten 1981. Verschiedene Abkommen mit der Schweiz haben diese Konflikte entschärft.

## Geschichte der Bank Pictet
Die Bank Pictet ist ein gutes Beispiel für eine erfolgreiche Privatbank in Genf. Die Pictet-Gruppe umfasst neben der Bank verschiedene Gesellschaften zur Vermögensverwaltung, speziell für reiche Familien und institutionelle Investoren. Unter den acht Teilhaben (geschäftsführenden Eigentümern) der Gruppe sind immer noch zwei Mitglieder der Familie Pictet, die die Bank gegründet hat. Insgesamt hatte die Bank in 218 Jahren nur 45 geschäftsführende Teilhaber. 1707 gründete André Pictet eine Finanzgesellschaft, die jedoch im Spanischen Erbfolgekrieg unterging. Zwei wohlhabende Familien, die de Candolles und die Mallets, gründen 1805 die Bank De Candolle, Mallet & Cie, aus der später Pictet hervorgegangen ist. Seit 218 Jahren wuchs das verwaltete Vermögen und die Mitarbeiterzahl, mit Ausnahmen der zwei Weltkriege und der Weltwirtschaftskrise in den 1920er Jahren. 2023 unterhielt die Bank 29 Niederlassungen in 19 Ländern auf 4 Kontinenten.